# Джоаккини, Николас
Николас Селсон Джоаккини (англ. Nicholas Selson Gioacchini; 25 июля 2000, Канзас-Сити, Миссури, США) — американский футболист, нападающий клуба «Цинциннати» и сборной США.

## Биография

### Ранние годы
Джоаккини родился в Канзас-Сити, штат Миссури. Его отец имеет итальянские корни, мать — ямайские. В возрасте 8 лет он уехал в Италию, и прожил там четыре года, прежде чем в возрасте 12 лет вернуться в США, а в возрасте 15 лет переехал во Францию. Провёл два года в академии ФК «Париж».

### Клубная карьера
14 мая 2018 года Джоаккини подписал двухлетний контракт с клубом «Кан». В Лиге 2 дебютировал 25 октября 2019 года в матче против «Парижа», забив гол. 23 декабря 2019 года Джоаккини подписал с «Каном» новый трёхлетний контракт, вступающий в силу с 1 июля 2020 года.
1 сентября 2021 года Джоаккини отправился в аренду в «Монпелье» на сезон с опцией выкупа примерно в 2 млн евро. В Лиге 1 дебютировал 12 сентября в матче против «Сент-Этьена», выйдя на замену во втором тайме вместо Элье Ваи.
20 июля 2022 года Джоаккини перешёл в клуб MLS «Орландо Сити», подписав 2,5-летний контракт с опцией продления ещё на один год. За «Орландо Сити» дебютировал 27 июля в полуфинале Открытого кубка США 2022 против «Нью-Йорк Ред Буллз», выйдя на замену в конце второго тайма. В MLS дебютировал 31 июля в матче против «Ди Си Юнайтед», выйдя на замену во втором тайме.
11 ноября 2022 года новообразованный клуб «Сент-Луис Сити» выбрал Джоаккини на Драфте расширения MLS. 25 февраля 2023 года в матче стартового тура сезона против «Остина», ставшем для «Сент-Луис Сити» дебютом в MLS, он вышел на замену на 60-й минуте вместо Расмуса Альма и отметился голевой передачей. 18 марта в матче против «Сан-Хосе Эртквейкс» забил свой первый гол в MLS.
24 января 2024 года Джоаккини перешёл в клуб итальянской Серии B «Комо», подписав контракт до конца сезона 2026/27. За «Комо» дебютировал 9 февраля в матче против «Брешии», выйдя на замену в конце второго тайма.
15 августа 2024 года Джоаккини вернулся в MLS на правах аренды, присоединившись к клубу «Цинциннати» в качестве назначенного игрока до конца сезона 2024. За «Цинциннати» дебютировал 24 августа в матче против «Интер Майами».

### Международная карьера
3 ноября 2020 года Джоаккини был впервые вызван в сборную США — на товарищеские матчи со сборными Уэльса 12 ноября и Панамы 16 ноября. В матче с валлийцами дебютировал за звёздно-полосатую дружину, выйдя на замену на 79-й минуте вместо Джованни Рейны. В матче с панамцами забил свои первые голы за «янки», оформив дубль.
Был включён в состав сборной на Золотой кубок КОНКАКАФ 2021.

## Достижения
Командные
 «Орландо Сити»
- Обладатель Открытого кубка США: 2022

 сборная США
- Обладатель Золотого кубка КОНКАКАФ: 2021

## Статистика

### Клубная статистика
| Выступление      | Выступление      | Выступление      | Лига | Лига | Кубок | Кубок | Континент. | Континент. | Прочие | Прочие | Итого | Итого |
| Клуб             | Лига             | Сезон            | Игры | Голы | Игры  | Голы  | Игры       | Голы       | Игры   | Голы   | Игры  | Голы  |
| ---------------- | ---------------- | ---------------- | ---- | ---- | ----- | ----- | ---------- | ---------- | ------ | ------ | ----- | ----- |
| Париж B          | Насьональ 3      | 2017/18          | 6    | 2    | —     | —     | —          | —          | —      | —      | 6     | 2     |
| Париж B          | Итого            | Итого            | 6    | 2    | —     | —     | —          | —          | —      | —      | 6     | 2     |
| Кан B            | Насьональ 3      | 2018/19          | 18   | 5    | —     | —     | —          | —          | —      | —      | 18    | 5     |
| Кан B            | Насьональ 3      | 2019/20          | 4    | 2    | —     | —     | —          | —          | —      | —      | 4     | 2     |
| Кан B            | Насьональ 2      | 2021/22          | 1    | 0    | —     | —     | —          | —          | —      | —      | 1     | 0     |
| Кан B            | Итого            | Итого            | 23   | 7    | —     | —     | —          | —          | —      | —      | 23    | 7     |
| Кан              | Лига 2           | 2019/20          | 16   | 2    | 2     | 2     | —          | —          | —      | —      | 18    | 4     |
| Кан              | Лига 2           | 2020/21          | 30   | 4    | 2     | 1     | —          | —          | —      | —      | 32    | 5     |
| Кан              | Лига 2           | 2021/22          | 3    | 0    | 0     | 0     | —          | —          | —      | —      | 3     | 0     |
| Кан              | Итого            | Итого            | 49   | 6    | 4     | 3     | —          | —          | —      | —      | 53    | 9     |
| Монпелье         | Лига 1           | 2021/22          | 28   | 0    | 3     | 0     | —          | —          | —      | —      | 31    | 0     |
| Монпелье         | Итого            | Итого            | 28   | 0    | 3     | 0     | —          | —          | —      | —      | 31    | 0     |
| Монпелье B       | Насьональ 2      | 2021/22          | 3    | 4    | —     | —     | —          | —          | —      | —      | 3     | 4     |
| Монпелье B       | Итого            | Итого            | 3    | 4    | —     | —     | —          | —          | —      | —      | 3     | 4     |
| Орландо Сити     | MLS              | 2022             | 6    | 0    | 1     | 0     | —          | —          | 0      | 0      | 7     | 0     |
| Орландо Сити     | Итого            | Итого            | 6    | 0    | 1     | 0     | —          | —          | 0      | 0      | 7     | 0     |
| Орландо Сити B   | MLS Next Pro     | 2022             | 1    | 0    | —     | —     | —          | —          | —      | —      | 1     | 0     |
| Орландо Сити B   | Итого            | Итого            | 1    | 0    | —     | —     | —          | —          | —      | —      | 1     | 0     |
| Сент-Луис Сити   | MLS              | 2023             | 32   | 10   | 1     | 0     | 2          | 0          | 2      | 0      | 37    | 10    |
| Сент-Луис Сити   | Итого            | Итого            | 32   | 10   | 1     | 0     | 2          | 0          | 2      | 0      | 37    | 10    |
| Комо             | Серия B          | 2023/24          | 9    | 0    | 0     | 0     | —          | —          | —      | —      | 9     | 0     |
| Комо             | Итого            | Итого            | 9    | 0    | 0     | 0     | —          | —          | —      | —      | 9     | 0     |
| Цинциннати       | MLS              | 2024             | 3    | 0    | —     | —     | —          | —          | —      | —      | 3     | 0     |
| Цинциннати       | Итого            | Итого            | 3    | 0    | —     | —     | —          | —          | —      | —      | 3     | 0     |
| Всего за карьеру | Всего за карьеру | Всего за карьеру | 160  | 29   | 9     | 3     | 2          | 0          | 2      | 0      | 173   | 32    |

### Международная статистика
| Команда | Год   | Игры | Голы |
| ------- | ----- | ---- | ---- |
| США     |       |      |      |
| 2020    | 2     | 2    |      |
| 2021    | 6     | 1    |      |
| Всего   | Всего | 8    | 3    |

Голы за сборную
| №  | Дата           | Место                                     | Соперник  | Голы | Результат | Турнир                      |
| -- | -------------- | ----------------------------------------- | --------- | ---- | --------- | --------------------------- |
| 1. | 16 ноября 2020 | «Винер-Нойштадт», Винер-Нойштадт, Австрия | Панама    | 2:1  | 6:2       | Товарищеский матч           |
| 2. | 16 ноября 2020 | «Винер-Нойштадт», Винер-Нойштадт, Австрия | Панама    | 3:1  | 6:2       | Товарищеский матч           |
| 3. | 15 июля 2021   | «Чилдренс Мёрси Парк», Канзас-Сити, США   | Мартиника | 6:1  | 6:1       | Золотой кубок КОНКАКАФ 2021 |